# Joaquín Ricaurte y Lozano
Joaquín Ricaurte y Lozano (Santafé, Virreinato de la Nueva Granada, 1820) fue un militar neogranadino que desempeñó un papel destacado durante la Independencia de Colombia, alcanzando el rango de general de división.
Participó activamente en el proceso independentista, firmando el acta de independencia el 20 de julio de 1810 y siendo designado como sargento mayor de un batallón. Su valentía y habilidades militares le valieron el reconocimiento de Simón Bolívar, quien lo ascendió a general en 1814.
Ricaurte se destacó junto a sus hermanos Isidro, Jil, Manuel, Andrés y José María, siendo Antonio Ricaurte el más conocido de ellos, en las luchas por la independencia hispanoamericanas.
Como federalista, Ricaurte defendió los intereses de las Provincias Unidas de la Nueva Granada y, posteriormente, se unió a las fuerzas venezolanas en 1813. Participó en numerosas batallas, entre ellas Palo Blanco, Ventaquemada, Bogotá, Sitio de Valencia, Carabobo, San Cárlos, Mucuchíes, Chitagá, Mata de la Miel y San Juanito en Baga.
Su vida llegó a su fin en 1820, durante la guerra de guerrillas contra Pablo Morillo en las montañas de la Nueva Granada, falleciendo a causa de enfermedades contraídas en el campo de batalla.